# Iizuka, Fukuoka
Iizuka (飯塚市 いいづかし, Iizuka-shi) là một thành phố thuộc tỉnh Fukuoka, Nhật Bản, được thành lập ngày 20 tháng 1 năm 1932.
Iizuka đã từng là một trạm quan trọng trong Nagasaki Kaidō trong thời Edo. Khi Nhật Bản công nghiệp hóa, Iizuka trở thành trung tâm sản xuất than quan trọng nhất ở vùng xung quanh Chikuho. Sau chiến tranh thế giới lần thứ hai, có nhiều người di cư đến thành phố vì nó là một trong rất ít nơi có nhiều việc làm liên quan đến mỏ than.
Sau khi các mỏ than đóng cửa, dân số thành phố giảm. Tuy nhiên, do nó gần với hai thành phố lớn là Fukuoka và Kitakyushu nên việc đóng cửa các mỏ than không dẫn đến sự suy sụp về kinh tế của nó. Ngày nay Iizuka là một vùng công nghiệp mạnh và là trung tâm giáo dục và đang mở rộng kinh tế công nghệ thông tin.
Cho đến năm 2008, thành phố trước khi sáp nhập có dân số ước tính 132.208 và mật độ sân số 617 người/km² trong diện tích 214,13 km².
Ngày 26 tháng 3, năm 2006, thành phố sáp nhập thêm với các đô thị khác (tất cả thuộc quận Kaho), thành thành phố Iizuka mới.